# Сафрастян, Рубен Арамович
Рубен Арамович Сафрастян (арм. Ռուբեն Արամի Սաֆրաստյան; род. 5 октября 1955, Ереван) — советский и армянский историк, востоковед-тюрколог, академик Национальной академии наук Республики Армения (2014), директор Институте востоковедения НАН РА (2006—2020).

## Биография
Родился 5 октября 1955 года в Ереване. Отец — востоковед-тюрколог Арам Хачатурович Сафрастян (1888—1966).
В 1977 году окончил отдел тюркологии факультета востоковедения Ереванского государственного университета. В 1980 году окончил аспирантуру при Институте востоковедения НАН РА. 21 апреля 1983 года защитил диссертацию на соискание учёной степени кандидата исторических наук по теме «Доктрина османизма в политической жизни Османской империи (50—70 гг. XIX в.)». В 1992 году получил учёное звание доцента.
В 1983—1992 годах преподавал на кафедре гуманитарных предметов Ереванского художественно-театрального института. В 1986—1987 годах преподавал на историческом факультете Армянского государственного педагогического института. В 1986—2007 преподавал на факультете востоковедения ЕГУ. В 1988—1991 годах — заместитель главы отдела исследований диаспоры при НАН РА.
В 1999—2000 годах ездил в Институт восточноевропейских исследований при Рурском университете по программе Фонда Александра фон Гумбольдта. В 2000—2001 годах ездил в Институт славянских, восточноевропейских и евразийских исследований при Калифорнийском университете в Беркли по программе Фулбрайта. В 2003—2004 годах ездил в Центрально-Европейском университете. В 2004—2008 годах преподавал в частном университете «Грачья Ачарян» в Ереване.
С 1981 года — научный сотрудник Института востоковедения НАН РА, в 1991—1998 годах — глава программы по исследованию современной Турции, с 1998 года — глава отдела тюркологии института, в 2006—2020 годах — директор института, с 2020 года — главный научный сотрудник института.
В 1991—1992 годах являлся старшим экспертом по международным отношениям в Департаменте политического анализа и информации при Верховном Совете Армении. В 1992—1996 годах являлся заместителем заведующего Департаментом политического анализа при Аппарате президента Армении.
В 2007 году получил учёное звание профессора. В 2009 году защитил диссертацию на соискание учёной степени доктора исторических наук по теме «Генезис программы геноцида в Османской империи (1876—1920)». В 2010 году стал членом-корреспондентом НАН РА, в 2014 году — академиком НАН РА.
Является учредителем и редактором научных журналов «Թյուրքագիտական և օսմանագիտական հետազոտություններ» (с арм. — «Тюркологические и османистические исследования»; с 2002) и «Ժամանակակից Եվրասիա» (с арм. — «Современная Евразия»; с 2012). Состоит в редакции научных журналов «Asiatica: Труды по философии и культурам Востока», «International Journal of Research and Humanities Studies», «Sociology and Anthropology», «Россия и новые государства Евразии». Владеет армянским, английским, немецким, русским и турецким языками. Женат.
Область научных исследований — тюркология, геноцидология, новая и новейшая история, региональные проблемы.

## Награды
- Медаль Мовсеса Хоренаци (2008)[4]
- Учёный года по версии еженедельника «Иравунк» (2009)[3]
- Медаль Гарегина Нжде[арм.] (2010)[4]
- Почетная грамота Национального собрания Армении (2013)[4]